# Basree Sanron
Basree Sanron (thailändisch บัสรี สันหรน; * 19. November 2002 in Songkhla), auch als Bus bekannt, ist ein thailändischer Fußballspieler.

## Karriere
Basree Sanron unterschrieb seinen ersten Vertrag im Januar 2021 beim Songkhla FC. Mit dem Verein aus Songkhla spielte er in der Southern Region der dritten Liga. Am Ende der Saison 2020/21, 2022/23, 2023/24 und 2024/25 feierte er mit dem Verein die Meisterschaft der Region. 2021, 2023 und 2024 konnte man sich jedoch in den Aufstiegsspielen nicht durchsetzen. 2024/25 konnte man sich endlich durchsetzen und stieg in die zweite Liga auf. Sein Zweitligadebüt gab Sanron am 17. August 2025 (1. Spieltag) im Heimspiel gegen den Sisaket United FC. Bei dem 1:0-Heimsieg, in dem er in der 22. Minute das Tor zum 1:0 erzielte, stand er in der Startelf und wurde in der 69. Minute gegen Muhammadburhan Awae ausgewechselt.

## Erfolge
Songkhla FC
- Thai League – South: 2020/21, 2022/23, 2023/24, 2024/25